# Le Roman d'un gueux
Pour plus de détails, voir Fiche technique et Distribution.
Le Roman d'un gueux est un film muet français réalisé par Georges Monca, sorti en 1908.

## Fiche technique
- Réalisateur : Georges Monca
- Producteur : Ferdinand Zecca
- Société de production : Pathé Frères
- Société de distribution : Pathé Frères
- Pays d'origine :  France
- Langue : film muet avec les intertitres en français
- Format : Noir et blanc — 35 mm — 1,33:1 — Muet

## Distribution
- René Alexandre
- René Leprince
- Marcel Simon